# Daniel Harper
Daniel Harper (Hillsborough, 8 dicembre 2000) è un pilota automobilistico britannico, attualmente è un pilota ufficiale della BMW.
Nel 2019 ha vinto la Porsche Carrera Cup britannica e nel 2023 ha vinto il Campionato britannico GT.

## Carriera
Harper inizia a correre in kart all'età di sei anni, nel 2016 ha vinto una borsa di studio per la serie Ginetta Junior. In due anni nel campionato vince al primo al Rookie Cup e nel secondo si classifica terzo in classifica finale. Grazie a questi risultati vince un'altra borsa di studio ed viene nominato Porsche GB Junior, per questo Harper passa alle corse GT correndo nella Porsche Carrera britannica. In questa serie riesce a vincere il titolo nel 2019 con una campagna che gli porta otto vittorie, diventando anche il terzo pilota di sempre nella serie a vincere una gara in sei fine settimana consecutivi.
Nel 2020 entra nella BMW prendendo parte alla Nürburgring Endurance Series dove ottiene la vittoria di classe nella 24 Ore del Nürburgring. L'anno seguente continua nella serie correndo nella classe regina, ottiene due vittorie e diventa vice campione.
Nel 2022, si unisce al team ROWE Racing esordendo nel GT World Challenge Europe e l'anno seguente diventa pilota ufficiale del marchio BMW. Dopo aver preso parte anche all'Asian Le Mans Series, nel 2024 prende parte al GT World Challenge Europe Endurance Cup in coppia con Augusto Farfus e Max Hesse. L'equipaggio BMW ottiene la vittoria nella prima corsa stagionale al Paul Ricard.

## Risultati

### Riassunto della carriera
| Stagione | Serie                                   | Team                             | Gare | Vittorie | Pole | G/V | Podi | Punti | Pos |
| -------- | --------------------------------------- | -------------------------------- | ---- | -------- | ---- | --- | ---- | ----- | --- |
| 2016     | Ginetta Junior                          | Douglas Motorsport               | 25   | 2        | 0    | 3   | 7    | 390   | 5º  |
| 2017     | Ginetta Junior                          | Douglas Motorsport               | 26   | 7        | 6    | 6   | 15   | 625   | 3º  |
| 2018     | Porsche Carrera britannica              | JTR                              | 16   | 2        | 3    | 7   | 6    | 84    | 5º  |
| 2019     | Porsche Carrera britannica              | JTR                              | 16   | 8        | 6    | 11  | 13   | 159   | 1º  |
| 2019     | Porsche Supercup                        | JTR                              | 1    | 0        | 0    | 0   | 0    | 0     | NC† |
| 2020     | 24 Ore del Nürburgring - SP8T           | Walkenhorst Motorsport           | 1    | 1        | 1    | 0   | 1    | N/A   | 1º  |
| 2020     | Nürburgring Endurance Series - SP8T     | FK Performance Motorsport        | 3    | 0        | 0    | 0   | 1    | 11.25 | 4º  |
| 2021     | Nürburgring Endurance Series - SP9 Pro  | BMW Junior Team                  | 7    | 2        | 0    | 0   | 4    | 39.22 | 2º  |
| 2021     | 24 Ore del Nürburgring - SP9            | BMW Junior Team Shell            | 1    | 0        | 0    | 0   | 0    | N/A   | DNF |
| 2022     | GT World Challenge Europe Endurance Cup | BMW Junior Team with ROWE Racing | 5    | 0        | 0    | 0   | 0    | 36    | 11º |
| 2022     | Nürburgring Endurance Series - SP9 Pro  | BMW Junior Team                  | 2    | 0        | 0    | 0   | 1    | 0     | NC† |
| 2022     | 24 Ore del Nürburgring - SP9            | BMW Junior Team Shell            | 1    | 0        | 0    | 0   | 0    | N/A   | DNF |
| 2023     | GT World Challenge Europe Endurance Cup | ROWE Racing                      | 5    | 0        | 0    | 0   | 1    | 33    | 10º |
| 2023     | GT Winter Series                        | Schubert Motorsport              | 2    | 1        | 1    | 1   | 1    | 33    | 10º |
| 2023     | Nürburgring Endurance Series - SP9 Pro  | BMW Junior Team                  | 2    | 0        | 0    | 0   | 1    | *     | *   |
| 2023     | 24 Ore del Nürburgring - SP9            | BMW Junior Team                  | 1    | 0        | 0    | 0   | 0    | N/A   | DNF |
| 2023     | Campionato britannico GT - GT3          | Century Motorsport               | 9    | 2        | 0    | 2   | 4    | 176   | 1º  |
| 2023-24  | Asian Le Mans Series - GT               | Project 1                        | 5    | 0        | 0    | 0   | 0    | 11    | 21º |
| 2024     | GT World Challenge Europe Endurance Cup | ROWE Racing                      | 1    | 1        | 0    | 0   | 0    | 25*   |     |
| 2024     | Campionato britannico GT - GT3          | Century Motorsport               | 2    | 0        | 0    | 0   | 0    | 2*    |     |

* Stagione in corso.

### 24 Ore Nürburgring
| Anno | Team                   | Co-piloti                              | Auto       | Classe | Giri | Pos. | Class Pos. |
| ---- | ---------------------- | -------------------------------------- | ---------- | ------ | ---- | ---- | ---------- |
| 2020 | Walkenhorst Motorsport | Max Hesse Neil Verhagen                | BMW M4 GT4 | SP8T   | 78   | 19º  | 1º         |
| 2021 | BMW Junior Team Shell  | Augusto Farfus Max Hesse Neil Verhagen | BMW M6 GT3 | SP9    | 54   | DNF  | DNF        |
| 2022 | BMW Junior Team Shell  | Max Hesse Neil Verhagen                | BMW M4 GT3 | SP9    | 86   | DNF  | DNF        |
| 2023 | BMW Junior Team        | Max Hesse Neil Verhagen                | BMW M4 GT3 | SP9    | 96   | DNF  | DNF        |

### GT World Challenge Europe Endurance Cup
| Anno    | Squadra     | Vettura    | IMO | PAU | SPA | HOC | BAR | Punti | Pos. |
| ------- | ----------- | ---------- | --- | --- | --- | --- | --- | ----- | ---- |
| 2022    | ROWE Racing | BMW M4 GT3 | 15  | 4   | 5   | 9   | 13  | 36    | 11º  |
| Anno    | Squadra     | Vettura    | MON | PAU | SPA | NUR | BAR | Punti | Pos. |
| 2023    | ROWE Racing | BMW M4 GT3 | 2   | 6   | Rit | 11  | 12  | 33    | 10º  |
| Anno    | Squadra     | Vettura    | PAU | SPA | NUR | MON | JED | Punti | Pos. |
| 2024    | ROWE Racing | BMW M4 GT3 | 1   | 6   |     |     |     | 36*   |      |
| Legenda |             |            |     |     |     |     |     |       |      |

*Stagione in corso.

### Asian Le Mans Series
| Anno    | Squadra        | Classe | Vettura    | SEP | SEP | DUB | ABU | ABU | Punti | Pos. |
| ------- | -------------- | ------ | ---------- | --- | --- | --- | --- | --- | ----- | ---- |
| 2023-24 | Team Project 1 | GT     | BMW M4 GT3 | 18  | 10  | 7   | 8   | 15  | 21    | 11°  |
| Legenda |                |        |            |     |     |     |     |     |       |      |